# Polittico dell'Aquila
Polittico dell'Aquila (o Madonna col Bambino in trono e un devoto tra i santi Antoni abate, Giorgio, Giacomo, Pietro martire, Zeno, Mammaso) è un dipinto di Giovanni Badile, realizzato con la tecnica della pittura a tempera su tavola, conservato nel Museo di Castelvecchio a Verona.